# ゴールドX
ゴールドXは、2003年にミズホ（ユニバーサルエンターテインメント子会社）が開発・販売したパチスロ機。

## 概要
爆裂機騒動時、特に人気の高かった『アラジンA』『サラリーマン金太郎』『ミリオンゴッド』を合法的に撤去するべく、代替機としてパワーダウンしたスペックの開発を各社に求めた。そして『ミリオンゴッド』の代替機として登場したのが当機種である。ちなみに『アラジンA』は『アラジンS』、『サラリーマン金太郎』は『サラリーマン金太郎S』&『スロッター金太郎』と各社代替機が出揃っており、ミリオンゴッドのみが最後の最後まで引っ張った。
液晶演出・基本的な遊技方法はミリオンゴッドを受け継いでいるが、PGGが最大300ゲームになるなど出玉性能は抑えられている。また順押しでリプレイが揃うようになっている。詳細はゴールドXR参照。

### 攻略法の発覚
本機の登場で爆裂機騒動が一段落するかに思われたが、通常と異なった押し順で遊技することで、AT機能の発動を妨げ小役を獲得することができる攻略法が発覚した。
順押しで15枚役が揃った場合、液晶上には偶数の3つ揃いが表示される。逆に言えば左リールを止めた時点で奇数が表示されていれば順押し15枚役の可能性は無くなる。そこで奇数表示時にハサミ打ちを行えば、15枚役が揃う可能性を上げることができる。このほかにも様々な法則を利用することで、通常時のみでもメダルを増やせることが判明した。ホールは導入中止もしくは既に導入した本機を稼動中止せざるを得なくなり、ホール側を混乱させた。
このことが、爆裂機の撤去を遅らせている原因であるとして、ミズホの親会社であるアルゼが集中砲火を浴び、ミズホ側も『ゴールドX』の無料引取り・新台半額提供などの案を各ホールに持ちかけるものの、一部のホールは無稼動状態によって損失を被ったとして訴訟問題にも発展した。
ゴールドXのプログラムミスに巡っては、アルゼ側は「（ユーザーが道具等を用いて行うゴト行為とは異なり）ゴト的な行為が可能であることが判明したため」と説明したが、アルゼ側が（法令違反である）サブ基盤の交換や液晶画面にシールを貼ることで特定の打法が出来なくなるようにする等の不手際などからホール側や業界団体からの反発を招き、パチンコホールの業界団体である全日本遊技事業協同組合連合会（全日遊連）が中心となり「アルゼ（株）に対し責任を追及する会」を結成。アルゼに損害賠償を求める訴訟を起こし、既に関東・中部地方での訴訟ではアルゼ敗訴が確定しているほか、中国地方の訴訟もパチンコホール側にアルゼが和解金を支払う形で和解が成立している。また、別件でサミーとSNKプレイモアを相手とした知財高裁裁判でも当事件に関して述べられている。
そのため、合法撤去策は事実上の失敗に終わり、2003年10月には上記の爆裂機3機の強制撤去に至る。
ちなみにミズホは、瑞穂製作所時代にも『コンチネンタルI』において攻略法が発覚したことにより、日本電動式遊技機工業協同組合から除名（2017年現在も再加入には至っていない）というペナルティを課せられているが、ゴールドX騒動においては日電協脱退後の事例などから特にペナルティは課されなかった。

### 後継機
同年にバグ対策版である『ゴールドXR』が、同じくミズホからリリースされた。